# Paris-Saint-Étienne
Paris Saint-Étienne é uma carreira ciclista francesa disputada de 1921 a 1939 após 1949 a 1952 entre Paris e Saint-Étienne. Em 1962, a carreira Paris-Nice, afamada Paris-Saint-Étienne Nice, da lugar a uma classificação geral entre Paris Saint-Étienne, conseguido por Jozef Planckaert.

## Palmarés
| Ano       | Ganhador             | Segundo                   | Terceiro              |
| --------- | -------------------- | ------------------------- | --------------------- |
| 1921      | Honoré Barthélémy    | Henri Pélissier           | Marcel Huot           |
| 1922      | Jean Rossius         | Théophile Beeckman        | Marcel Godard         |
| 1923      | Robert Jacquinot     | Jean Hilarion             | Mauricio Cidade       |
| 1924-1925 | não organizado       | não organizado            | não organizado        |
| 1926      | Maurice Van Hyfte    | Mauricio De Waele         | Joseph Normand        |
| 1927-1932 | não organizado       | não organizado            | não organizado        |
| 1933      | Roger Lapébie        | Itália Giuseppe Soffietti | Frans Bonduel         |
| 1934      | Roger Lapébie        | Charles Pélissier         | Antonin Magne         |
| 1935      | Roger Lapébie        | Charles Pélissier         | Yves O Goff           |
| 1936      | Itália Jules Rossi   | Raoul Lesueur             | Cyriel Van Overberghe |
| 1937      | Pierre Cloarec       | Hubert Deltour            | Émile Gamard          |
| 1938      | Theo Pirmez          | Frans Bonduel             | Albertin Disseaux     |
| 1939      | Fernand Mithouard    | Cyriel Van Overberghe     | Lucien Storme         |
| 1940-1948 | não organizado       | não organizado            | não organizado        |
| 1949      | Maurice Desimpelaere | Maurice Diot              | Karel De Baere        |
| 1950      | Daniel Thuayre       | Robert Desbats            | Camille Danguillaume  |
| 1951      | Attilio Redolfi      | Jean Guéguen              | Jean Breuer           |
| 1952      | Marcel Hendrickx     | Alain Moineau             | Robert Bonnaventure   |
| 1953-1961 | não organizado       | não organizado            | não organizado        |
| 1962      | Jozef Planckaert     | Tom Simpson               | Raymond Poulidor      |